# René Sabin

a Compétitions nationales et continentales officielles uniquement.

René Sabin, né le 3 août 1909 à Pau et mort le 16 novembre 1985 à Saint-Pée-sur-Nivelle, est un joueur de rugby à XV. Sabin évoluait au poste de centre à la Section Paloise, et a été le capitaine emblématique de la campagne de challenge Yves du Manoir en 1939. Avant la Seconde Guerre mondiale, Sabin est considéré comme l'un des plus grands attaquants du rugby français, combinant parfaitement avec le vétéran Robert Sarrade, Fernand Taillantou ou Auguste Lassalle.

## Biographie
Originaire de Bizanos, René Sabin débute l'athlétisme et le rugby à XV à la Section paloise en 1929 .
À partir de 1930, Sabin débute en équipe réserve et s'impose graduellement comme titulaire.
En 1934, Henri Desperbasque et René Sabin sont approchés par François Récaborde et signent un contrat professionnel avec Pau XIII, avant de se raviser et de rester à la Section.
Sabin est finalement élu capitaine par ses coéquipiers en 1938. Il conserve le capitanat jusqu'en 1945, date à laquelle il prend sa retraitre sportive. Sabin n'est donc pas champion de France en 1945-1946.
Il est aux portes de l'Équipe de France de rugby à XV lorsque survient la Seconde Guerre mondiale. A cette époque où le XV de France affrontait uniquement l'Allemagne et l'Italie, le catalan Joseph Desclaux et le bayonnais Félix Bergèse lui étaient préféré.
Après la guerre, il devient arbitre, puis prend en charge les juniors de la Section paloise, puis le Football Club oloronais, l'US Orthez et de l'Avenir de Bizanos.
Résidant à Bizanos, il s'implique beaucoup au conseil municipal de la commune.
Sabin, retraité des PTT habitant Bizanos décéde des suites d'accident de voiture à Saint-Pée-sur-Nivelle. Le conducteur n'a rien eu mais son épouse ainsi que celle de René Sabin ont été blessées et transportées à l'hôpital de Bayonne.

## Palmarès
- Vainqueur challenge Yves du Manoir  : 1939 (Section paloise).